# Micro-région de Kisvárda
La micro-région de Kisvárda (en hongrois : kisvárdai kistérség) est une micro-région statistique hongroise rassemblant plusieurs localités autour de Kisvárda.